# Warr guitar

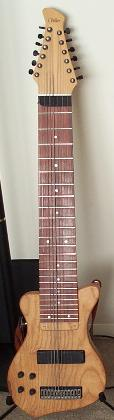
Warr Guitar

Warr Guitar (também conhecida como Tap guitar) - é um instrumento musical desenvolvido por Mark Warr que se parece bastante com uma guitarra elétrica convencional, mas ele é feito para tocar com a mesma técnica de "toque" (tapping) usada no chapman stick. Técnicas de guitarra-baixo tradicionais como slap and pop e uso de palheta também são usados. O instrumento pode ser tocado na vertical ou na horizontal.
O instrumento é afinado de formas variadas. Pode conter de sete a quinze cordas. As cordas podem ser colocadas de modo que a mais grave fique no centro do braço do instrumento ou que fique mais próxima do tocador. O braço pode conter ou não trastes, ou pode ser uma combinação de ambos. O instrumento é feito como Bartolini magnético personalizado, piezo, ou uma combinação dos dois materiais. Se piezo for usada, componentes MIDI também podem ser incluídos, permitindo o instrumentista ativar mecanismos MIDI da Roland ou da Axxon.
Várias madeiras exóticas e comuns são empregadas na fabricação, o que dá uma propriedade tonal única. Quando um cliente encomenda uma, o represente da Warr procura adicinar madeiras complementares a fim de combinar com o estilo de tocar do cliente.
Um dos tocadores de Warr Guitar mais famosos é Trey Gunn, ex-membro do King Crimson. Outros usuários notáveis são Ron Fairchild do Oak Ridge Boys, Brian Kenney-Fresno, Jim Wright, Mark Cook das bandas 99 Names of God e Hands, Markus Reuter das bandas Tuner e Centrozoon e Colin Marston das bandas Behold... The Arctopus e Dysrhythmia.